# بازار کنزینگتون
بازار کنزینگتون (انگلیسی: Kensington Market) یک محله چند فرهنگی متمایز در مرکز شهر تورنتو، انتاریو، کانادا است.